# Higher Ground (canción de Rasmussen)
«Higher Ground» es una canción interpretada por el cantante danés Rasmussen que representó a Dinamarca en el Festival de la Canción de Eurovisión 2018 tras su victoria en el Dansk Melodi Grand Prix 2018

## Festival de la Canción de Eurovisión 2018
El 10 de febrero de 2018 tuvo lugar la final del Dansk Melodi Grand Prix, en la que tomaron parte diez participantes. Tras las respectivas actuaciones, los tres intérpretes más votados, entre los que se encontraban Rasmussen, pasaron a la denominada "Superfinal"; en la que, a continuación, se eligiría al ganador. El resultado, en una proporción 50/50 entre el voto del público y del jurado, decantó como ganador a Rasmussen y el tema «Higher Ground» con el 50% de los votos. Por consiguiente, obtuvo el derecho a representar a Dinamarca en el Festival de la Canción de Eurovisión 2018.
Días antes de la final, el 29 de enero, fue decidido mediante sorteo que Dinamarca participara en la primera parte de la segunda semifinal del Festival de la Canción de Eurovisión 2018, que tuvo lugar el 10 de mayo en Lisboa, Portugal donde obtuvo un 5.º puesto y 204 puntos, suficientes para poder pasar a la Gran Final del 12 de mayo y conseguir un 9.º lugar con 226 puntos.